# Percina pantherina
Percina pantherina és una espècie de peix de la família dels pèrcids i de l'ordre dels perciformes.
Els adults poden assolir fins a 9,2 cm de longitud total. És peix d'aigua dolça, bentopelàgic i de clima temperat (35°N-34°N). Es troba a Nord-amèrica: conca del riu Little River (sud-oest d'Arkansas i sud-est d'Oklahoma).